# Jason Hughes
Jason Hughes (Porthcawl, 15 dicembre 1971) è un attore britannico, conosciuto soprattutto per aver interpretato, dal 1996 al 1997 ed in uno speciale del 2007, il ruolo dell'avvocato Warren Jones nella serie televisiva della BBC This Life, oltre che il Detective Sergente Ben Jones ne L'ispettore Barnaby, dal 2005 al 2017.

## Biografia
Da adolescente era un promettente giocatore di rugby, tuttavia fu persuaso a dedicarsi alla recitazione da un'insegnante della sua scuola. Entrò così a far parte del National Youth Theatre, esperienza che lo portò ad iscriversi alla London Academy of Music and Dramatic Art, dove vinse il Premio Alec Clunes come "Miglior Attore".
Anche una delle sue sorelle, che vive nella medesima area, ha seguito le sue orme diventando attrice.
Durante gli anni della sua formazione accademica, appena trasferitosi a Londra, Jason ha condiviso l'appartamento con l'ormai collega attore gallese Michael Sheen. Attualmente, Jason vive a Brighton.

### Vita privata
Jason è sposato con la designer di gioielli Natasha Dahlberg, con la quale ha due figli.

## Filmografia parziale

### Cinema
- House (2000)
- Phoenix Blue (2001)
- Shooters (2002)
- Tarot Mechanic (2002)
- Killing Me Softly - Uccidimi dolcemente (2002)
- Sorry (2004)
- Feeder (2005)
- Red Mercury (2005)

### Televisione
- London's Burning (1994)
- The Bill (1995)
- Peak Practice (1995)
- Castles (1995)
- Casualty (1996)
- King Girl (1996)
- This Life – serie TV, 19 episodi (1996-1997)
- Strangers in the Night (1995)
- Harry Enfield & Chums (1997)
- The Flint Street Nativity (1999)
- Plain Jane (2002)
- Waking the Dead (2003)
- Mine All Mine (2004)
- Dead Long Enough (2005)
- L'ispettore Barnaby (Midsomer Murders) - serie TV, 53 episodi (2005-2017)
- Delitti in Paradiso (Death in Paradise) - serie TV, episodio 6x03 (2017)

## Teatro
- A Slice of Saturday Night (1992, Theater Auf Tournée, Germania - tour)
- Macbeth (1994, Theatre Clwyd)
- The Unexpected Guest (1994, Theatre Royal, Windsor)
- Nothing to Pay (1995, Thin Language)
- Phaedra's Love (1996, Royal Court Theatre - lettura sul palco)
- Badfinger (1997, Donmar Warehouse)
- The Illusion (1997, Royal Exchange, Manchester)
- Snake in the Grass (1997, The Old Vic)
- The Herbal Bed (1998, Royal Shakespeare Company)
- A Real Classy Affair (1998, Royal Court Theatre)
- Ricorda con rabbia (1999, Lyttelton Theatre)
- In Flame (2000, New Ambassador's Theatre)
- Kiss Me Like You Mean It (2001, Soho Theatre)
- A Wing and a Prayer (2002, Battersea Arts Centre Studio)
- Fight for Barbara (2003, Theatre Royal, Bath)
- Design for Living (2003, Theatre Royal, Bath)
- Caligula (2003, Donmar Warehouse)
- 4.48 Psychosis (2004, Royal Court Theatre e tour americano)

## Doppiatori italiani
Nelle versioni in italiano delle opere in cui ha recitato, Jason Hughes è stato doppiato da:
- Daniele Barcaroli in L'ispettore Barnaby, Marcella
- Fabrizio Manfredi in This Life
- Massimo De Ambrosis in Killing Me Softly - Uccidimi dolcemente

## Radio
- Green Baize Dream (1995)
- Cadfael: "Dead Man's Ransom" (1995)
- Arancia meccanica (1998)
- Cold Calling (2003)
- Time for Mrs. Milliner (2003)
- Bubble (2004)
- The Guest Before You (2004)
- School Runs (2006)
- Inspector Steine (2007)
- Gite a la Mer (2007)